# Les Enquêtes de Joseph et Matthew Reavley

Les Enquêtes de Joseph et Matthew Reavley est  une série de romans écrits par Anne Perry. L'action se situe pendant la Première Guerre mondiale. Symboliquement, la série débute le 28 juin 1914 date de l'assassinat de François-Ferdinand d'Autriche archiduc d'Autriche. Cette date est aussi la date du décès des parents des héros.

## Les personnages
Les personnages principaux de la série sont les quatre frères et sœurs de la famille Reavley :
- Joseph : le personnage le plus présent de la série. C'est l'aîné de la famille. Il est prêtre anglican. Au début de la série il est professeur de langue biblique dans une université de Cambridge. Comme tout le monde il sera pris dans la tourmente de la guerre et s'engagera comme aumônier avec le grade de capitaine. Il sera affecté au secteur d'Ypres et accompagnera les troupes britanniques dans les tranchées.
- Matthew : Il est membre des services secrets britanniques. Il est en poste à Londres mais se déplace à plusieurs reprises y compris sur le théâtre des opérations.
- Judith : la cadette de la famille. Au début de la série, elle ne sait pas vraiment quoi faire de sa vie. Sa particularité est d'adorer conduire une voiture, fait plutôt rare dans l'Angleterre de début du XXe siècle. Quand la guerre débute, elle devient ambulancière volontaire et servira sur le front belge.
- Hannah : elle est mère de famille mariée à Archie MacAllister un officier supérieur de la marine britannique. Elle symbolise les femmes de soldats obligées de faire face à l'absence de leur mari et rongées par la crainte.

La famille Reavley est une famille de la bourgeoisie anglaise rurale. Famille très traditionnelle de l'Angleterre de l'époque où chacun a sa place et où l'honneur dicte les actes de chacun. La maison familiale centre de la vie même pendant la guerre est dans un village du Cambridgeshire. Mais la guerre bouleverse cette sérénité.

## Contexte historique tel que décrit dans la série
La série de romans décrit la Première Guerre mondiale du point de vue du Royaume-Uni.
Le premier tome nous montre l'état d'esprit de la Grande-Bretagne qui ne croit pas à l'enchaînement implacable qui mène à la guerre. Alors que l'archiduc est assassiné, le Royaume est plus concerné par la situation en Irlande alors occupée par les britanniques que par ce qui se passe sur le continent.

Un soldat britannique dans une tranchée.

Une fois la guerre commencée, le deuxième tome décrit à travers les yeux de Joseph la guerre de tranchées avec ses conditions inhumaines, ses morts quotidiens, les attaques. Le héros est affecté au secteur d'Ypres. Il aura le redoutable privilège de vivre la première attaque aux gaz moutarde. Ces aventures le mènent jusqu'aux Dardanelles où il verra les Australiens s'enliser. Le monde des blessés, de l'immédiat arrière est décrit par sa sœur Judith qui, épuisée, amène quotidiennement les blessés jusqu'à l'hôpital.
Le troisième tome se passe en 1916. La guerre s'enlise. Ce tome nous montre une Angleterre qui doit s'organiser sans les hommes. La vie mondaine continue à Londres, mais les robes n'ont plus les couleurs d'antan. Elles se raccourcissent parce que c'est plus pratique. L'Irlande obsède encore les britanniques. Tous les jours apportent des mauvaises nouvelles aux familles. Peu nombreux sont ceux qui croient encore à la bravoure et l'honneur. Les femmes s'organisent. Le banquier appelé au front est remplacé par une banquière au grand désespoir d'Hannah. Les rares fois où les hommes rentrent en permission, ils n'arrivent pas à parler de la guerre et de la vie sur le front. Mais la guerre se déroule aussi sur et dans l'eau, les U-boots coulent des navires. Le Royaume-Uni cherche à garder sa suprématie maritime. Archie le mari d'Hannah est pris dans la  bataille du Jutland dans l'Atlantique nord.
Le quatrième tome se passe en 1917 toujours sur le front d'Ypres. Joseph doit faire face au désespoir montant des soldats Britanniques face à l'horreur des tranchées, la pluie incessante qui inonde tout, le vacarme assourdissant et continu des bombardements... Il est amené à enquêter sur le meurtre d'un jeune major, officier incompétent et détesté de ses hommes. Les choses se compliquent pour lui lorsqu'il apprend que Judith aide 12 soldats, suspectés d'être mêlés au meurtre, à s'évader, afin de leur éviter la cour martiale. Matthew, de son côté, est resté à Londres et combat le Pacificateur, un personnage mystérieux qui souhaite faire terminer la guerre par tous les moyens.

## Romans de la série desEnquêtes de Joseph et Matthew Reavley
- No Grave as Yet (2003), le récit se déroule en 1914 Publié en français sous le titre Avant la tourmente, traduit par Jean-Noël Chatain, Paris, 10/18 no 3761, 2005Shoulder the Sky (2004), le récit se déroule en 1915Publié en français sous le titre Le Temps des armes, traduit par Jean-Noël Chatain, Paris, 10/18 no 3863, 2006Angels in the Gloom (2005), le récit se déroule en 1916Publié en français sous le titre Les Anges des ténèbres, traduit par Luc Baranger, Paris, 10/18 no 4009, 2007
- At Some Disputed Barricade (2006), le récit se déroule en 1917 Publié en français sous le titre Les Tranchées de la haine, traduit par Luc Baranger, Paris, 10/18 no 4024, 2008We Shall Not Sleep (2007), le récit se déroule en 1918Publié en français sous le titre À la mémoire des morts, traduit par Luc Baranger, Paris, 10/18 no 4140, 2008